# ۲۰ رمضان
۲۰ رمضان، بیستمین روز از ماه رمضان در تقویم هجری قمری است.
در تقویم هجری قمری قراردادی این روز دویست و پنجاه و ششمین روز سال است.

## مناسبت‌ها
- اولین شب از شب‌های قدر و شب نزول قرآن (احتمالی).[۱]

## وقایع
- ۸ - فتح مکه به دست محمد پیامبر اسلام و مسلمانان

## زادگان
- ۱۳۴۹ - شادیه، بازیگر و خوانندهٔ مصری.